# Église Sainte-Parascève de Torg
Pour les articles homonymes, voir Église de la Sainte-Parascève.
L'église Sainte-Parascève de Torg (ukrainien : П'ятницька церква (Чернігів)) est une église du XIIIe siècle.

## Historique
L'église de la fin du XIIe ou début XIIIe siècle a été construite à ce qui était le poste de Tchernihiv proche de Torg. Elle est dédiée à Parascève d'Iconium patronne des marchands. Rénovée en 1670 par le colonel de Tchernihiv général du convois Vassil Dunin-Borkovsky, puis une restructuration plus importante en 1676 et 1690 dans le style baroque ukrainien par l'architecte Ivan Zarudny. On retrouve les armes d'Ivan Mazepa à l'intérieur.

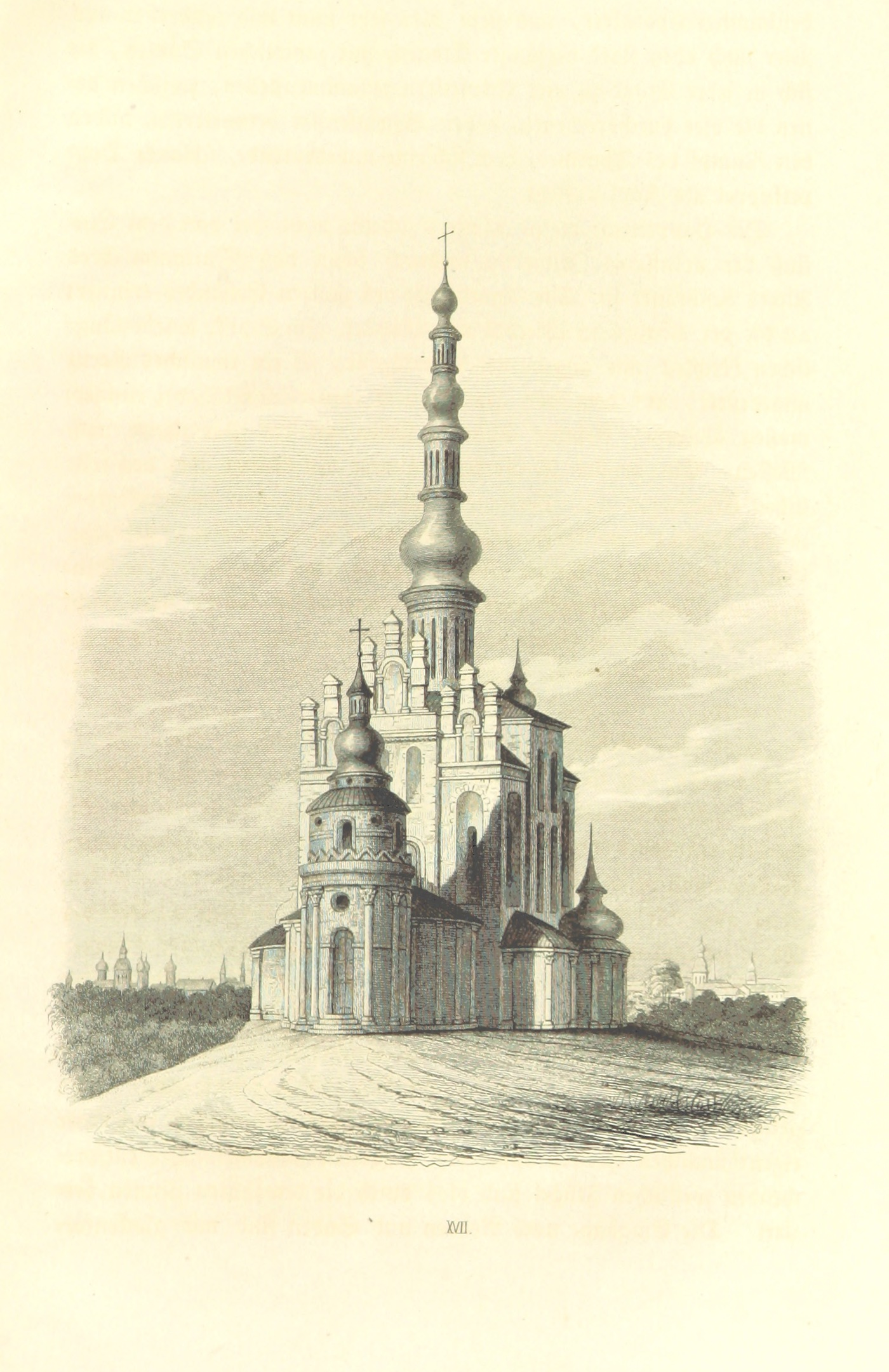
En 1840.
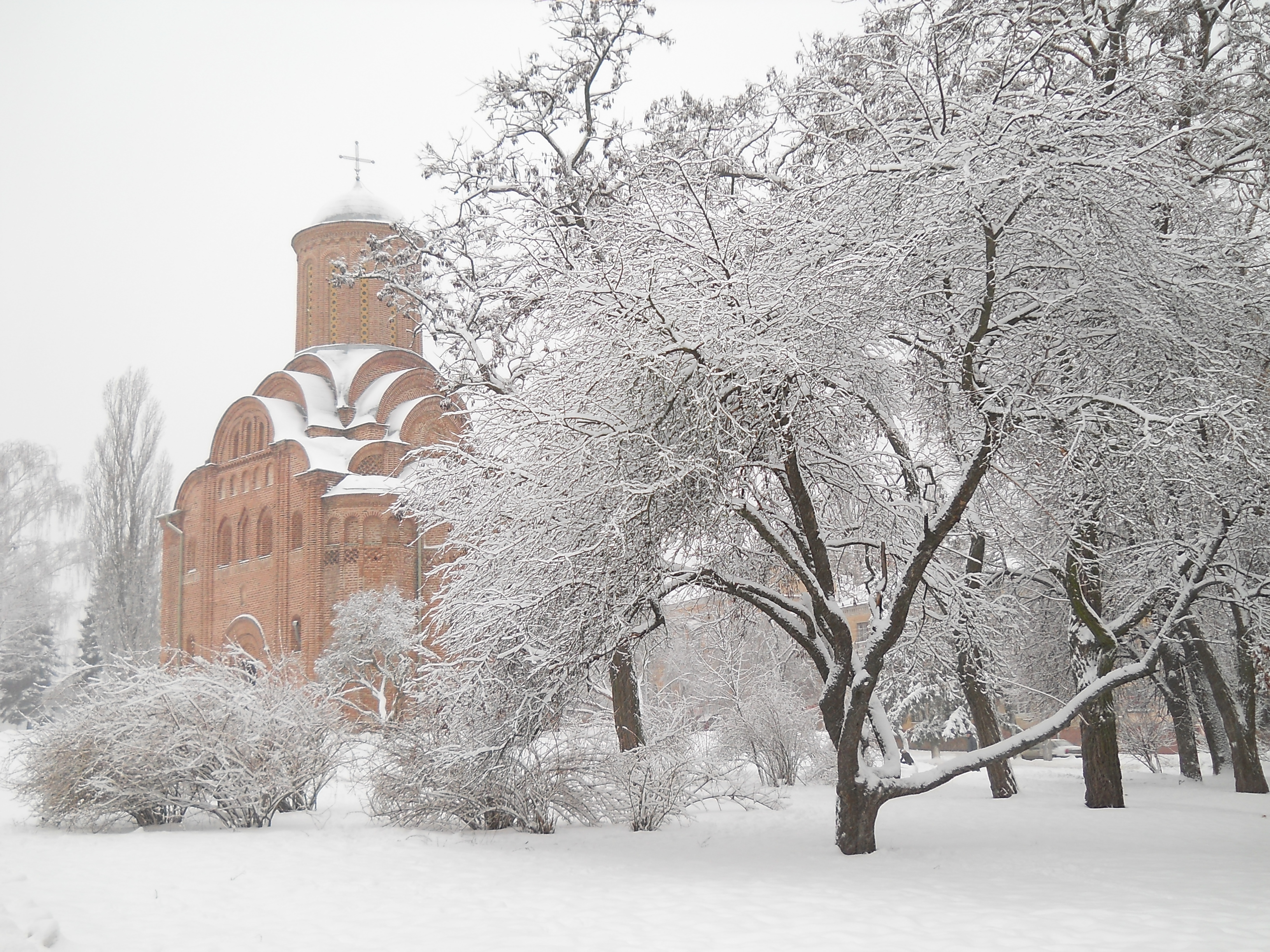
L'hiver.
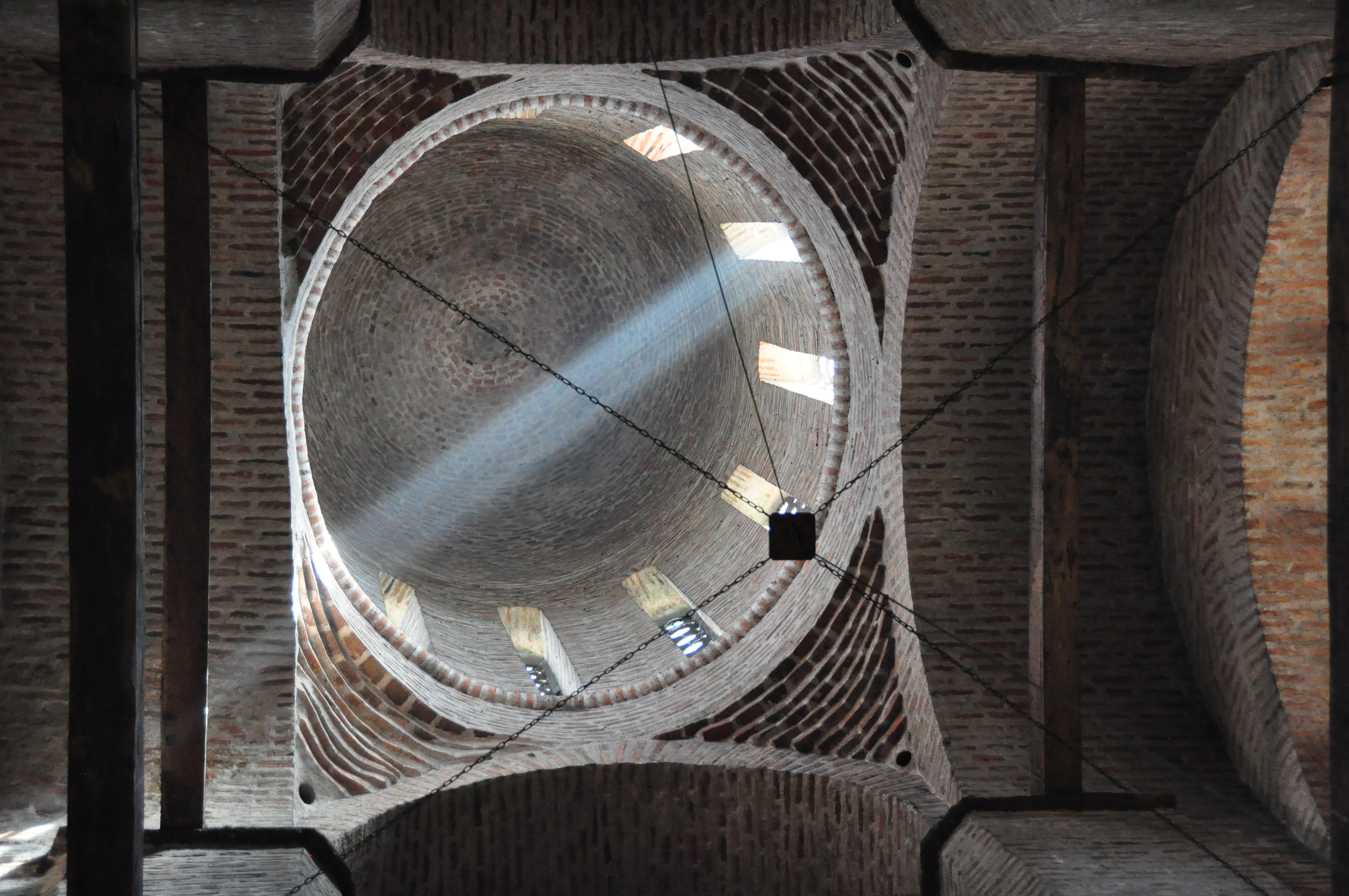
Intérieur du clocher.
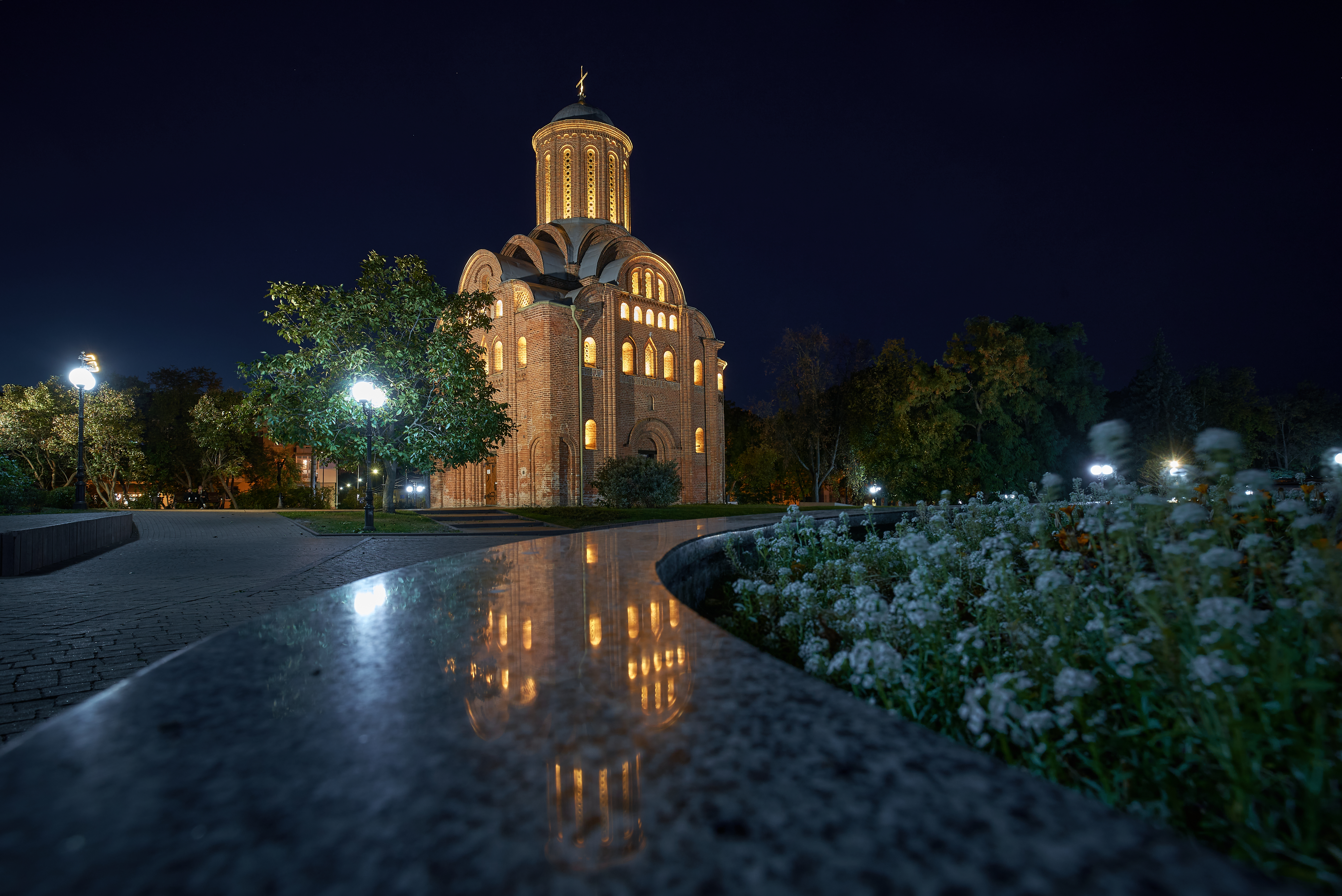
Vue nocturne de l'église

Au XVIIe siècle, le couvent Pyatnysky, fait en bois, était adjoint à l'église. Un incendie ravagea le couvent en 1750. L'église est restaurée avec des bains piriformes en 1755, mais en 1786, Catherine II décide la liquidation du couvent, ses bâtiments sont démantelés. Entre 1818 et 1820 un haut clocher est construit pour l'église qui subit de lourds dommage lors de la Seconde Guerre mondiale. Entre 1955 et 1962 des travaux de restauration sont entrepris et l'église ouvre en 1972 comme musée.